# Kardynałowie hiszpańscy
Aktualnie zawiera spis wszystkich kardynałów z Hiszpanii od roku 1456.

## Indeks
A Á B C Ć D E F G H I J K L Ł M N O P Q R S Ś T U V W X Z Ż Ž

## A
- Abril y Castelló, Santos (ur. 21 września 1935) – kreowany przez Benedykta XVI 18 lutego 2012
- Aguilar Fernández de Córdoba, Alfonso (21 września 1653 – 19 września 1699) – kreowany przez Innocentego XII 22 lipca 1697
- Aguirre y García, Gregorio María (12 marca 1835 – 10 października 1913) – kreowany przez Piusa X 15 kwietnia 1907
- Alameda y Brea, Cirilo de (9 lipca 1781 – 30 czerwca 1872) – kreowany przez Piusa IX 15 marca 1858
- Albareda, Joaquín Anselmo María (16 lutego 1892 – 19 lipca 1966) – kreowany przez Jana XXIII 19 marca 1962
- Alberoni, Giulio (31 maja 1664 – 26 czerwca 1752) – kreowany przez Klemensa XI 12 lipca 1717
- Almaraz y Santos, Enrique (22 września 1847 – 22 stycznia 1922) – kreowany przez Piusa X 27 listopada 1911

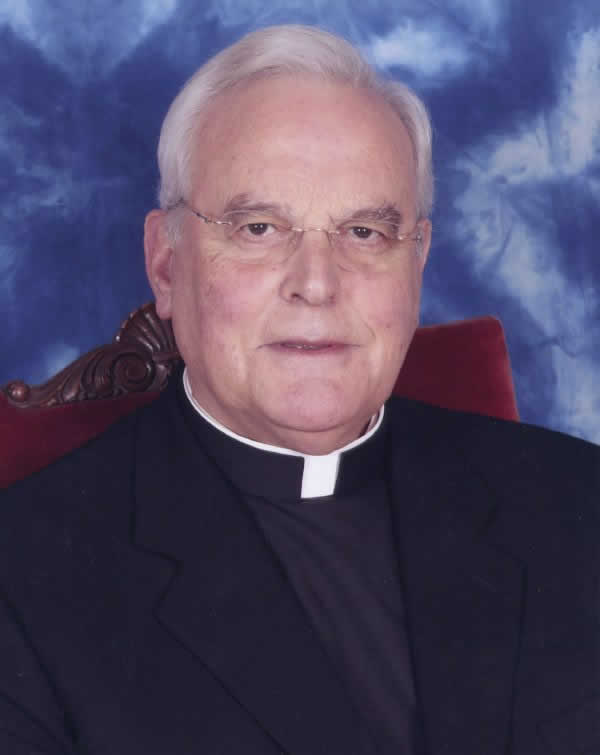
Carlos Amigo Vallejo

- Amigo Vallejo, Carlos (23 sierpnia 1934 – 27 kwietnia 2022) – kreowany przez Jana Pawła II 21 października 2003
- Aragón-Córdoba-Cardona y Fernández de Córdoba, Antonio de (24 listopada 1616 – 7 października 1650) – kreowany przez Innocentego X 7 października 1647
- Aragón-Córdoba-Cardona y Fernández de Córdoba, Pascual de (1626 – 28 września 1677) – kreowany przez Aleksandra VII 5 kwietnia 1660
- Arce y Ochotorena, Manuel (18 sierpnia 1879 – 16 września 1948) – kreowany przez Piusa XII 18 lutego 1946
- Arias y Porres, Manuel (1 listopada 1638 – 16 listopada 1717) – kreowany przez Klemensa XI 18 maja 1712
- Arriba y Castro, Benjamín de (8 kwietnia 1886 – 8 marca 1973 – kreowany przez Piusa XII 12 stycznia 1953
- Astorga y Céspedes, Diego de (10 października 1664 – 9 lutego 1734) – kreowany przez Benedykta XIII 26 listopada 1727
- Ayuso Guixot, Miguel Ángel (ur. 17 czerwca 1952) – kreowany przez Franciszka 5 października 2019

   (wróć do indeksu)

## Á
- Álvarez de Toledo, Juan (15 lipca 1488 – 15 września 1557) – kreowany przez Pawła III 20 grudnia 1538
- Álvarez Martínez, Francisco (14 lipca 1925 – 5 stycznia 2022) – kreowany przez Jana Pawła II 21 lutego 2001

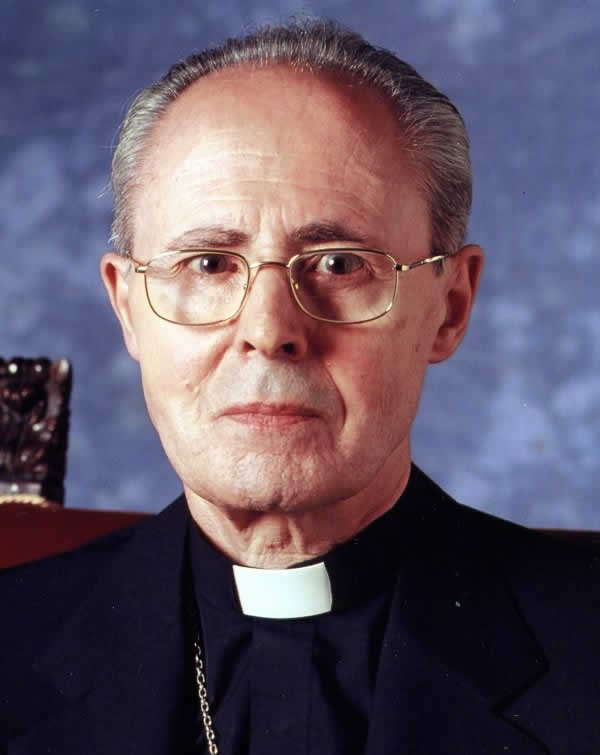
Francisco Álvarez Martínez

- Ávalos de la Cueva, Gaspar de (1485 – 2 listopada 1545) – kreowany przez Pawła III 19 grudnia 1544
- Ávila y Guzmán, Francisco de (1548 – 20 stycznia 1606) – kreowany przez Klemensa VIII 5 czerwca 1596

   (wróć do indeksu)

## B
- Bardaxí y Azara, Dionisio (7 października 1760 – 3 grudnia 1826) – kreowany przez Piusa VII 8 marca 1816
- Barrio Fernández, Mariano Benito (22 listopada 1805 – 20 listopada 1876) – kreowany przez Piusa IX 22 grudnia 1873
- Belluga y Moncada, Luis Antonio (30 listopada 1662 – 22 lutego 1743) – kreowany przez Klemensa XI 29 listopada 1719
- Benavides y Navarrete, Francisco de Paula (14 maja 1810 – 30 marca 1895) – kreowany przez Piusa IX 12 marca 1877
- Benlloch i Vivó, Joan Baptista (29 grudnia 1864 – 14 lutego 1926) – kreowany przez Benedykta XV 7 marca 1921
- Blázquez Pérez, Ricardo (ur. 13 kwietnia 1942) – kreowany przez Franciszka 14 lutego 2015
- Bocos Merino, Aquilino CMF (ur. 17 maja 1938) – kreowany przez Franciszka 28 czerwca 2018
- Bonel y Orbe, Juan José (17 marca 1782 – 11 lutego 1857) – kreowany przez Piusa IX 30 września 1850
- Borbón y Farnesio, Luis Antonio Jaime de (25 lipca 1727 – 7 sierpnia 1785) – kreowany przez Klemensa XII 19 grudnia 1735
- Borbón y Vallábriga, Luis María de (22 maja 1777 – 19 marca 1823) – kreowany przez Piusa VII 20 października 1800
- Borgia, Cesare (13 września 1475 – 12 marca 1507) – kreowany przez Aleksandra VI 20 września 1493
- Borgia, Rodrigo de (1 stycznia 1431 – 18 sierpnia 1503) – kreowany przez Kaliksta III 20 lutego 1456

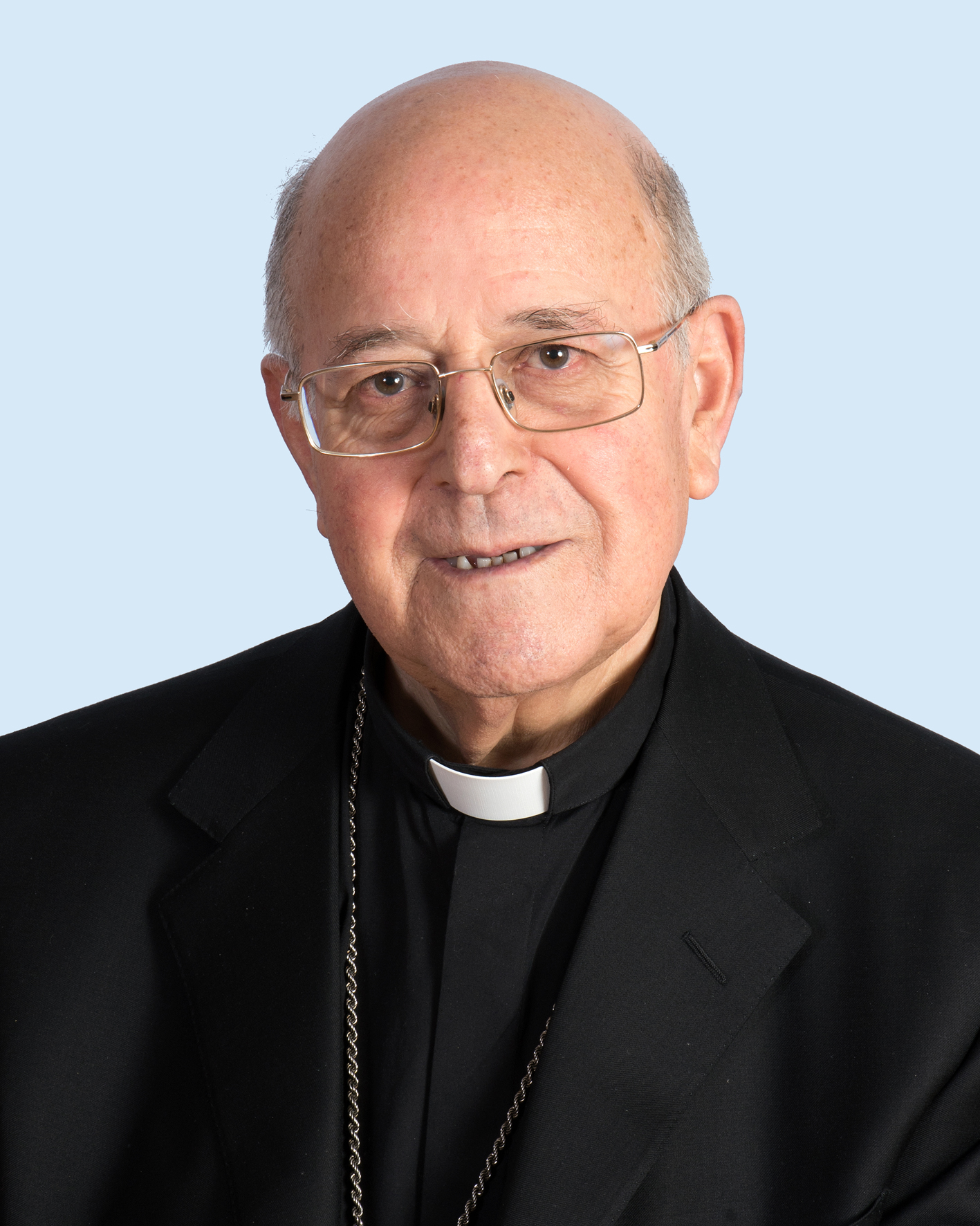
Ricardo Blázquez Pérez

- Borja, Francisco de (1441 – 4 listopada 1511) – kreowany przez Aleksandra VI 28 września 1500
- Borja y Aragón, Enrique de (19 grudnia 1518 – 16 września 1540) – kreowany przez Pawła III 19 grudnia 1539
- Borja y Centellas, Carlos de (30 kwietnia 1663 – 8 sierpnia 1733 – kreowany przez Klemensa XI 30 września 1720
- Borja y de Castre-Pinós, Rodrigo Luis de (1524 – 6 sierpnia 1537) – kreowany przez Pawła III 22 grudnia 1536
- Borja-Centelles y Ponce de Léon, Francisco Antonio de (27 marca 1659 – 3 kwietnia 1702) – kreowany przez Innocentego XII 21 czerwca 1700
- Borja Lanzol de Romaní, Juan de (1446 – 1 sierpnia 1503) – kreowany przez Aleksandra VI 31 sierpnia 1492
- Borja Lanzol de Romaní, Juan de (1470 – 17 stycznia 1500) – kreowany przez Aleksandra VI 19 lutego 1496
- Borja Lanzol de Romaní, Pedro Luis de (1472 – 4 października 1511 – kreowany przez Aleksandra VI 20 marca 1500
- Borja y Velasco, Gaspar de (26 czerwca 1580 – 28 grudnia 1645) – kreowany przez Pawła V 17 sierpnia 1611
- Boxadors y Sureda de San Martín, Juan Tomás de (3 kwietnia 1703 – 16 grudnia 1780) – kreowany przez Piusa VI 13 listopada 1775
- Bueno y Monreal, José María (11 września 1904 – 20 sierpnia 1987) – kreowany przez Jana XXIII 15 grudnia 1958

   (wróć do indeksu)

## C
- Cañizares Llovera, Antonio (ur. 15 października 1945) – kreowany przez Benedykta XVI 24 marca 2006
- Cardona y de Aragón, Jaume Francesco de (1405 – 1 grudnia 1466) – kreowany przez Piusa II 18 grudnia 1461
- Cardona y Enríquez, Enrique de (1485 – 7 lutego 1530) – kreowany przez Klemensa VII 21 listopada 1527
- Carles Gordó, Ricardo María (24 września 1926 – 17 grudnia 2013) – kreowany przez Jana Pawła II 26 listopada 1994
- Carrillo de Albornoz, Gil (1579 – 19 grudnia 1649) – kreowany przez Urbana VIII 30 sierpnia 1627
- Casañas i Pagès, Salvador (5 września 1834 – 27 października 1908) – kreowany przez Leona XIII 29 listopada 1895
- Casanova, Jaime de (1435 – 4 czerwca 1504) – kreowany przez Aleksandra VI 31 maja 1503
- Casanova y Marzol, Vicente (16 kwietnia 1854 – 23 października 1930) – kreowany przez Piusa XI 30 marca 1925
- Cascajares y Azara, Antonio María (2 marca 1834 – 27 lipca 1901) – kreowany przez Leona XIII 29 listopada 1895
- Castellar y de Borja, Juan (1441 – 1 stycznia 1505) – kreowany przez Aleksandra VI 31 maja 1503
- Castro, Juan de (22 marca 1431 – 29 września 1506) – kreowany przez Aleksandra VI 19 lutego 1496
- Castro Osorio, Rodrigo de (5 marca 1523 – 20 września 1600) – kreowany przez Grzegorza XIII 12 grudnia 1583
- Cebrián y Valda, Francisco Antonio (19 lutego 1734 – 10 lutego 1820 – kreowany przez Piusa VII 23 września 1816
- Cervantes de Gaete, Gaspar (1511 – 17 października 1575) – kreowany przez Piusa V 17 maja 1570
- Cienfuegos Villazón, Juan Álvaro (27 lutego 1657 – 18 sierpnia 1739) – kreowany przez Klemensa XI 30 września 1720
- Cienfuegos y Jovellanos, Francisco Javier de (12 marca 1766 – 21 czerwca 1847) – kreowany przez Leona XII 13 marca 1826
- Cobo Cano, José (ur. 20 września 1965) – kreowany przez Franciszka 30 września 2023
- Córdoba Espínola de la Cerda, Buenaventura de (23 marca 1724 – 6 maja 1777) – kreowany przez Klemensa XIII 23 listopada 1761
- Cos y Macho, José María (6 sierpnia 1838 – 17 grudnia 1919 – kreowany przez Piusa X 27 listopada 1911
- Cueva-Benavides y Mendoza-Carrillo, Alfonso de la (1572 – 10 sierpnia 1655) – kreowany przez Grzegorza XV 5 września 1622
- Cueva y Toledo, Bartolomé de la (24 sierpnia 1499 – 29 czerwca 1562) – kreowany przez Pawła III 19 grudnia 1544

   (wróć do indeksu)

## D
- Delgado Venegas, Francisco Javier (18 grudnia 1714 – 10 grudnia 1781) – kreowany przez Piusa VI 1 czerwca 1778
- Desprats, Francisco (1454 – 10 września 1504) – kreowany przez Aleksandra VI 31 maja 1503
- Despuig y Dameto, Antonio (30 marca 1745 – 2 maja 1813) – kreowany przez Piusa VII 11 lipca 1803
- Deza, Pedro de (26 marca 1520 – 27 sierpnia 1600) – kreowany przez Grzegorza XIII 21 lutego 1578

   (wróć do indeksu)

## E
- Enrique y Tarancón, Vicente (14 maja 1907 – 28 listopada 1994) – kreowany przez Pawła VI 28 kwietnia 1969
- Espinosa Arévalo, Diego (1502 – 5 września 1572) – kreowany przez Piusa V 24 marca 1568
- Estepa Llaurens, José Manuel (ur. 1 stycznia 1926) – kreowany przez Benedykta XVI 20 listopada 2010

   (wróć do indeksu)

## F
- Ferdynand Habsburg (16 maja 1609 – 9 listopada 1641) – kreowany przez Pawła V 29 lipca 1619
- Fernández Artime, Ángel SDB (ur. 21 sierpnia 1960) – kreowany przez Franciszka 30 września 2023
- Fernández de Córdoba Portocarrero, Luis Antonio (22 stycznia 1696 – 26 marca 1771) – kreowany przez Benedykta XIV 18 grudnia 1754
- Fernández de Portocarrero, Luis Manuel (8 stycznia 1635 – 14 września 1709) – kreowany przez Klemensa IX 5 sierpnia 1669
- Fernández Manrique, Pedro (1500 – 7 października 1540) – kreowany przez Pawła III 20 grudnia 1538
- Ferris, Pedro (15 kwietnia 1415/1416 – 25 września 1478) – kreowany przez Sykstusa IV 18 grudnia 1476

   (wróć do indeksu)

## G
- García Cuesta, Miguel (6 października 1803 – 14 kwietnia 1873) – kreowany przez Piusa IX 27 września 1861
- García Gil, Manuel (14 marca 1802 – 28 kwietnia 1881) – kreowany przez Piusa IX 12 marca 1877
- García-Gasco Vicente, Agustín (12 lutego 1931 – 1 maja 2011) – kreowany przez Benedykta XVI 24 listopada 2007
- Gardoqui Arriquíbar, Francisco Antonio Javier de (9 października 1747 – 27 stycznia 1820) – kreowany przez Piusa VII 8 marca 1816
- Gomá y Tomá, Isidro (19 grudnia 1869 – 22 sierpnia 1940) – kreowany przez Piusa XI 16 grudnia 1935
- González de Mendoza, Pedro (3 maja 1428 – 11 stycznia 1495) – kreowany przez Sykstusa IV 7 maja 1473
- González Martín, Marcelo (16 stycznia 1918 – 25 sierpnia 2004) – kreowany przez Pawła VI 5 marca 1973
- González y Díaz Tuñón, Zeferino (28 stycznia 1831 – 29 listopada 1894) – kreowany przez Leona XIII 10 listopada 1884
- Guisasola y Menéndez, Victoriano (21 kwietnia 1852 – 2 września 1920) – kreowany przez Piusa X 25 maja 1914
- Guzmán de Haros, Diego (1566 – 21 stycznia 1631) – kreowany przez Urbana VIII 19 listopada 1629
- Guzmán Haros, Enrique de (1605 – 21 czerwca 1626) – kreowany przez Urbana VIII 19 stycznia 1626

   (wróć do indeksu)

## H
- Herranz Casado, Julián (ur. 31 marca 1930) – kreowany przez Jana Pawła II 21 października 2003
- Herrera Oria, Ángel (19 grudnia 1886 – 28 lipca 1968) – kreowany przez Pawła VI 22 lutego 1965
- Herrero y Espinosa de los Monteros, Sebastián (20 stycznia 1822 – 9 grudnia 1903) – kreowany przez Leona XIII 22 czerwca 1903
- Hurtado de Mendoza, Juan (1548 – 6 stycznia 1592) – kreowany przez Sykstusa V 18 grudnia 1587
- Hurtado de Mendoza y Quiñones, Diego (1444 – 14 października 1502) – kreowany przez Aleksandra VI 20 marca 1500

   (wróć do indeksu)

## I
- Ilundáin y Esteban, Eustaquio (20 września 1862 – 10 sierpnia 1937) – kreowany przez Piusa XI 30 marca 1925
- Inguanzo Rivero, Pedro (22 grudnia 1764 – 30 stycznia 1836) – kreowany przez Leona XII 20 grudnia 1824

   (wróć do indeksu)

## J
- Javierre Ortas, Antonio María (21 lutego 1921 – 1 lutego 2007) – kreowany przez Jana Pawła II 28 czerwca 1988
- Jiménez de Cisneros, Francisco (1436 – 8 listopada 1517) – kreowany przez Juliusza II 17 maja 1507
- Jubany Arnau, Narciso (13 sierpnia 1913 – 26 grudnia 1996) – kreowany przez Pawła VI 5 marca 1973

   (wróć do indeksu)

## L
- Ladaria Ferrer, Luis SJ (ur. 19 kwietnia 1944) – kreowany przez Franciszka 28 czerwca 2018
- Larraona, Arcadio María (13 listopada 1887 – 7 maja 1973) – kreowany przez Jana XXIII 14 grudnia 1959
- Lastra y Cuesta, Luis de la (1 grudnia 1803 – 5 maja 1876) – kreowany przez Piusa IX 16 marca 1863
- Lloris y de Borja, Francisco (1470 – 22 lipca 1506) – kreowany przez Aleksandra VI 31 maja 1503
- Lluch y Garriga, Joaquín (22 lutego 1816 – 23 września 1882) – kreowany przez Leona XIII 27 marca 1882
- Loaysa y Mendoza, García de (1478 – 22 kwietnia 1546) – kreowany przez Klemensa VII 9 marca 1530
- López, Juan (1455 – 5 sierpnia 1501) – kreowany przez Aleksandra VI 19 lutego 1496
- Lopez de Carvajal, Bernardino (8 września 1456 – 16 grudnia 1523) – kreowany przez Aleksandra VI 20 września 1493
- López de Mendoza y Zúñiga, Íñigo (1489 – 9 czerwca 1535) – kreowany przez Klemensa VII 9 marca 1530
- López Romero, Cristóbal (ur. 19 maja 1952) – kreowany przez Franciszka 5 października 2019
- Lorenzana y Butrón, Francisco Antonio de (22 września 1722 – 17 kwietnia 1804) – kreowany przez Piusa VI 30 marca 1789
- Lugo y de Quiroga, Juan de (25 listopada 1583 – 20 sierpnia 1660) – kreowany przez Urbana VIII 13 lipca 1643

   (wróć do indeksu)

## M
- Manrique de Lara y Solís, Alfonso (1471 – 28 września 1538) – kreowany przez Klemensa VII 22 lutego 1531
- Marco y Catalán, Juan Francisco (24 października 1771 – 16 marca 1841) – kreowany przez Leona XII 15 grudnia 1828
- Margarit y Pau, Juan (1421 – 21 listopada 1484) – kreowany przez Sykstusa IV 15 listopada 1483
- Martí, Bartolomé (1430 – 25 marca 1500) – kreowany przez Aleksandra VI) 19 lutego 1496
- Martín de Herrera y de la Iglesia, José María (26 sierpnia 1835 – 8 grudnia 1922) – kreowany przez Leona XIII 19 kwietnia 1897
- Martínez Silíceo, Juan (1486 – 31 maja 1557) – kreowany przez Pawła IV 20 grudnia 1555
- Martínez Sistach, Lluís (ur. 29 kwietnia 1937) – kreowany przez Benedykta XVI 24 listopada 2007
- Martínez Somalo, Eduardo (ur. 31 marca 1927) – kreowany przez Jana Pawła II 28 czerwca 1988
- Mella, Juan de (1397 – 12 października 1467) – kreowany przez Kaliksta III 17 grudnia 1456
- Mendoza de Bobadilla, Francisco (25 września 1508 – 1 grudnia 1566) – kreowany przez Pawła III 19 grudnia 1544
- Mendoza Caamaño y Sotomayor, Álvaro Eugenio de (14 listopada 1671 – 23 stycznia 1761) – kreowany przez Benedykta XIV 10 kwietnia 1747
- Merino, Esteban Gabriel (1472 – 28 lipca 1535) – kreowany przez Klemensa VII 21 lutego 1533
- Merry del Val y Zulueta, Rafael (10 października 1865 – 26 lutego 1930) – kreowany przez Piusa X 9 listopada 1903
- Mila y Borja, Luis Juan del (1430 – 1510) – kreowany przez Kaliksta III 20 lutego 1456
- Molina y Oviedo, Gaspar de (6 stycznia 1679 – 30 sierpnia 1744) – kreowany przez Klemensa XII 20 grudnia 1737
- Moncada Aragón Luna de Peralta y de la Cerda, Luis Guillermo de (1 stycznia 1614 – 4 maja 1672) – kreowany przez Aleksandra VII 7 marca 1667
- Monescillo y Viso, Antolín (2 września 1811 – 11 sierpnia 1897) – kreowany przez Leona XIII 10 listopada 1884
- Moreno y Maisanove, Juan de la Cruz Ignacio (24 listopada 1817 – 28 sierpnia 1884) – kreowany przez Piusa IX 13 marca 1868
- Moscoso y Sandoval, Baltasar (9 marca 1589 – 17 września 1665) – kreowany przez Pawła V 2 grudnia 1615

   (wróć do indeksu)

## N
- Navarrete, Urbano (25 maja 1920 – 22 listopada 2010) – kreowany przez Benedykta XVI 24 listopada 2007
- Niño de Guevara, Fernando (1541 – 8 stycznia 1609) – kreowany przez Klemensa VIII 5 czerwca 1596

   (wróć do indeksu)

## O
- Omella Omella, Juan José (ur. 21 kwietnia 1946) – kreowany przez Franciszka 28 czerwca 2017
- Osoro Sierra, Carlos (ur. 16 maja 1945) – kreowany przez Franciszka 19 listopada 2016

   (wróć do indeksu)

## P
- Pacheco de Toledo, Francisco (1508 – 23 sierpnia 1579) – kreowany przez Piusa IV 26 lutego 1561
- Pacheco de Villena, Pedro (29 czerwca 1488 – 5 marca 1560) – kreowany przez Pawła III 16 grudnia 1545
- Pardo de Tavera, Juan (16 maja 1472 – 1 sierpnia 1545) – kreowany przez Klemensa VII 22 lutego 1531
- Parrado y García, Agustín (5 października 1872 – 8 października 1946) – kreowany przez Piusa XII 18 lutego 1946
- Payá y Rico, Miguel (20 grudnia 1811 – 25 grudnia 1891) – kreowany przez Piusa IX 12 marca 1877
- Pimentel de Zúñiga, Domingo (3 października 1585 – 2 grudnia 1653) – kreowany przez Innocentego X 19 lutego 1652
- Pla y Deniel, Enrique (19 grudnia 1876 – 5 lipca 1968) – kreowany przez Piusa XII 18 lutego 1946
- Portocarrero, Joaquín Fernández de (27 marca 1681 – 22 czerwca 1760) – kreowany przez Benedykta XIV 9 sierpnia 1743
- Puente y Primo de Rivera, Fernando de la (28 sierpnia 1808 – 12 marca 1867) – kreowany przez Piusa IX 27 września 1861

   (wróć do indeksu)

## Q
- Quevedo y Quintano, Pedro Benito Antonio (12 stycznia 1736 – 28 marca 1818) – kreowany przez Piusa VII 8 marca 1816
- Quiñones, Francisco de los Ángeles (1475 – 5 listopada 1540) – kreowany przez Klemensa VII 7 grudnia 1527
- Quiroga y Palacios, Fernando (21 stycznia 1900 – 7 grudnia 1971) – kreowany przez Piusa XII 12 stycznia 1953
- Quiroga y Vela, Gaspar de (13 stycznia 1512 – 12 listopada 1594) – kreowany przez Grzegorza XIII 15 grudnia 1578

   (wróć do indeksu)

## R
- Reig y Casanova, Enrique (20 stycznia 1859 – 25 sierpnia 1927) – kreowany przez Piusa XI 11 grudnia 1922
- Remolins, Francisco de (1462 – 5 lutego 1518) – kreowany przez Aleksandra VI 31 maja 1503
- Rojas de Sandoval, Francisco Gómez (1553 – 17 maja 1625) – kreowany przez Pawła V 26 marca 1618
- Rojas y Sandoval, Bernardo de (20 kwietnia 1546 – 7 grudnia 1618) – kreowany przez Klemensa VIII 3 marca 1599
- Romo y Gamboa, Judas José (7 stycznia 1779 – 11 stycznia 1855 – kreowany przez Piusa IX 30 września 1850
- Rouco Varela, Antonio María (ur. 20 sierpnia 1936) – kreowany przez Jana Pawła II 21 lutego 1998

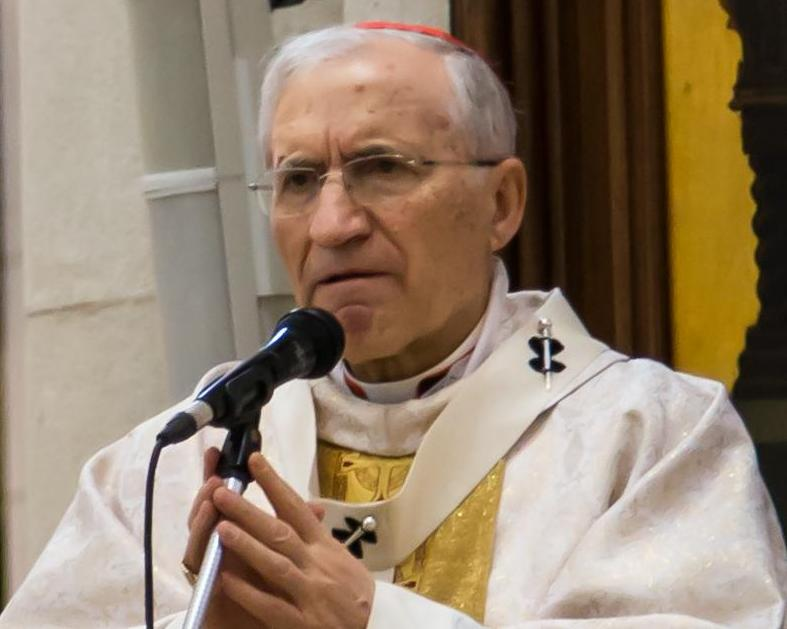
Antonio María Rouco Varela

   (wróć do indeksu)

## S
- Sáenz de Aguirre, José (24 marca 1630 – 19 sierpnia 1699) – kreowany przez Innocentego XI 2 września 1686
- Sala y de Caramany, Benito de (16 kwietnia 1646 – 2 lipca 1715) – kreowany przez Klemensa XI 18 maja 1712
- Salazar Gutiérrez de Toledo, Pedro de (1630 – 15 sierpnia 1706) – kreowany przez Innocentego XI 2 września 1686
- Sancha y Hervás, Ciriaco María (17 czerwca 1833 – 26 lutego 1909) – kreowany przez Leona XIII 18 maja 1894
- Sanz y Forés, Benito (21 marca 1828 – 1 listopada 1895) – kreowany przez Leona XIII 16 stycznia 1893
- Sarmiento, Pedro (1478 – 13 października 1541) – kreowany przez Pawła III 18 października 1538
- Sebastián Aguilar, Fernando (ur. 14 grudnia 1929) – kreowany przez Franciszka 22 lutego 2014

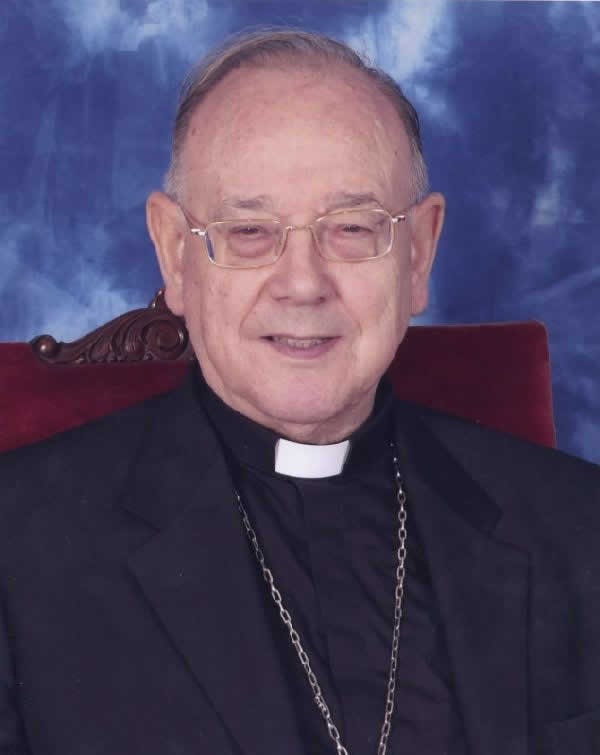
Fernando Sebastián Aguilar

- Segura y Sáenz, Pedro (4 grudnia 1880 – 8 kwietnia 1957) – kreowany przez Piusa XI 19 grudnia 1927
- Sentmanat y Castellá, Antonio (21 kwietnia 1734 – 14 kwietnia 1806) – kreowany przez Piusa VI 30 marca 1789
- Serra i Cau, Jaime (1427 – 15 marca 1517) – kreowany przez Aleksandra VI 28 września 1500
- Soldevilla y Romero, Juan (29 października 1843 – 4 czerwca 1923) – kreowany przez Benedykta XV 15 grudnia 1919
- Solís y Folch de Cardona, Francisco de (16 lutego 1713 – 21 marca 1775) – kreowany przez Benedykta XIV 5 kwietnia 1756
- Spínola Basadone, Agustín de (27 sierpnia 1597 – 12 lutego 1649) – kreowany przez Pawła V 11 stycznia 1621
- Spínola y Maestre, Marcelo (14 stycznia 1835 – 20 stycznia 1906) – kreowany przez Piusa X 11 grudnia 1905
- Suquía Goicoechea, Ángel (2 października 1916 – 13 lipca 2006) – kreowany przez Jana Pawła II 25 maja 1985

   (wróć do indeksu)

## T
- Tabera Araoz, Arturo (29 października 1903 – 13 czerwca 1975) – kreowany przez Pawła VI 28 kwietnia 1969
- Tarancón y Morón, Manuel Joaquín (20 marca 1782 – 26 sierpnia 1862) – kreowany przez Piusa IX 15 marca 1858
- Toledo Herrera, Francisco de (4 października 1532 – 14 września 1596) – kreowany przez Klemensa VIII 17 września 1593
- Toledo Oropesa, Fernando de (1520 – 1590) – kreowany przez Grzegorza XIII 21 lutego 1578
- Trejo Paniagua, Gabriel (1562 – 11 lutego 1630) – kreowany przez Pawła V 2 grudnia 1615

   (wróć do indeksu)

## V
- Véneris, Antonio Jacobo de (1422 – 3 sierpnia 1479) – kreowany przez Sykstusa IV 7 maja 1473
- Vera, Juan de (25 listopada 1453 – 4 maja 1507) – kreowany przez Aleksandra VI 28 września 1500
- Vérgez Alzaga, Fernando LC (ur. 1 marca 1945) – kreowany przez Franciszka 27 sierpnia 2022
- Vich y de Vallterra, Guillén-Ramón de (1460 – 27 lipca 1525) – kreowany przez Leona X 1 lipca 1517
- Vidal y Barraquer, Francisco de Asís (3 października 1868 – 13 września 1943) – kreowany przez Benedykta XV 7 marca 1921
- Vives y Tutó, José de Calasanz Félix Santiago (15 lutego 1854 – 7 września 1913) – kreowany przez Leona XIII 19 czerwca 1899

   (wróć do indeksu)

## X
- Xavierre, Jerónimo (1546 – 2 września 1608) – kreowany przez Pawła V 10 grudnia 1607

   (wróć do indeksu)

## Z
- Zapata y Cisneros, Antonio (8 października 1550 – 27 kwietnia 1635) – kreowany przez Klemensa VIII 9 czerwca 1604
- Zúñiga y Avellaneda, Gaspar de (1507 – 2 stycznia 1571) – kreowany przez Piusa V 17 maja 1570
- Zúñiga y Pimentel, Juan de (1465 – 26 lipca 1504) – kreowany przez Juliusza II 29 listopada 1503

   (wróć do indeksu)